# Super RTL
Super RTL este o rețea de televiziune germană bazată pe Köln, operată de RTL Disney Television Limited Partnership. A fost primul canal de televiziune german destinat în principal copiilor. Parteneriatul RTL Disney Television Limited (RTL Disney Fernsehen GmbH & Co. KG) este o asociere în proporție de 50% dintre CLT-UFA al RTL Group și Investițiile Internaționale de televiziune al Companiei Walt Disney.

## Istoric
Parteneriatul RTL Disney Television Limited a fost format în anul 1995. Super RTL a fost lansat pe 28 aprilie 1995.  